# Байрам Косуми
Байрам Косуми е косовски политик, министър-председател на Косово от 21 март 2005 г. до 1 март 2006 година.

## Биография
Роден е през 1960 г. в с. Туджец, Източно Косово. Завършил е висшето си образование в Университета в Прищина, където получава магистърска степен по Албански език и литература. През 1981 г. като студентски лидер участва в демонстрациите на етническите албанци в Косово, поради което е осъден от сръбските власти на 15 години затвор. След като излежава близо 10 години от присъдата си, три години работи като журналист и се отдава на политическа дейност.
В периода 1994 – 1996 г. e председател на Парламентарната партия, която по това време е втора по влияние в областта. През 1996 г. постът председател на партията е зает от известния косовски дисидент Адем Демачи, близък по идеи на Косуми. Впоследствие Косуми отново е избран за председател на Парламентарната партия, а Демачи се оттегля от нея. От това време датира по-тясното сътрудничество между партията на Косуми и тази на днешния косовски президент Ибрахим Ругова – Демократичната лига на Косово.
През 1998 г. Косуми се обявява против плана на международната Контактна група за широка автономия на Косово и лансира старата идея за създаване на Балканска конфедерация по модела на Босна и Херцеговина на име Балкания, която да включва три равноправни единици – Сърбия, Черна гора и Косово.
През 1999 г. Б. Косуми е член на албанската делегация по време на преговорите в Рамбуйе, които слагат край на Косовската криза. В последвалото временно правителство на Хашим Тачи той е назначен за министър на информацията.
През 1999 – 2000 г. Косуми е заместник-председател на Обединеното Демократично Движение, а от април 2000 г. е член и заместник-председател на оглавявания от Рамуш Харадинай Алианс за бъдещето на Косово. След първите избори за парламент на Косово през 2001 г. Косуми е народен представител.
В избраното през ноември 2004 г. правителство на Рамуш Харадинай Байрам Косуми е министър на околната среда и градоустройството. След като през март 2005 г. Харадинай подава оставка, за да за да се защити пред трибунала в Хага от обвиненията за престъпления, извършени по време на косовския конфликт от 1998 – 1999 г., той предлага за свой приемник на министър-председателския пост Б. Косуми. На 23 март 2005 г. Косуми е избран за министър-председател на Косово начело на коалиционен кабинет, съставен от Демократичната лига на Косово, Алианса за бъдеще на Косово и един министър от Босненската партия Вакат (всъщност горанин).
Косуми е известен като един от по-умерените косовски политици. Въпреки това основна цел на правителството на Косуми е пълната политическата независимост и суверенитет на Косово. Главният политически опонент на Косуми и неговото правителство е Демократическата партия на Косово на бившия командир на Армията за освобождение на Косово Хашим Тачи.
Байрам Косуми е автор на три книги, издадени в Прищина: Концепцията на субполитиката (1995), Речникът на варварите (2000), Концепцията на новото политическо мислене (2001) и други.
Женен е, с три деца.